# Sonata per a violí núm. 4 (Beethoven)
La Sonata per a violí núm. 4, op. 23, en la menor, és una obra de Ludwig van Beethoven composta el 1801, i publicada l'octubre del mateix any. Està dedicada al comte Moritz von Fries, i la va compondre un any després de la primera simfonia, i estava destinada originalment per a ser publicada amb la Sonata per a violí núm. 5. A diferència de les tres primeres sonates, la Sonata per a violí núm. 4 va rebre una bona acollida per part de la crítica.

## Anàlisi musical
L'obra té una estructura en 3 moviments:
1. Presto
2. Andante scherzoso, più allegretto (en la major)
3. Allegro molto

Una interpretació habitual dura uns 17 minuts.